# NGC 3060
NGC 3060 је спирална галаксија у сазвежђу Лав која се налази на NGC листи објеката дубоког неба.
Деклинација објекта је + 16° 49' 53" а ректасцензија 9h 56m 19,2s. Привидна величина (магнитуда) објекта NGC 3060 износи 13,0 а фотографска магнитуда 13,8. NGC 3060 је још познат и под ознакама UGC 5338, MCG 3-26-2, CGCG 93-3, IRAS 09535+1704, PGC 28680.